# Blepharocalyx cruckshanksii
Blepharocalyx cruckshanksii är en myrtenväxtart som först beskrevs av William Jackson Hooker och George Arnott Walker Arnott, och fick sitt nu gällande namn av Franz Josef Niedenzu. Blepharocalyx cruckshanksii ingår i släktet Blepharocalyx och familjen myrtenväxter. IUCN kategoriserar arten globalt som nära hotad. Inga underarter finns listade i Catalogue of Life.

## Bildgalleri

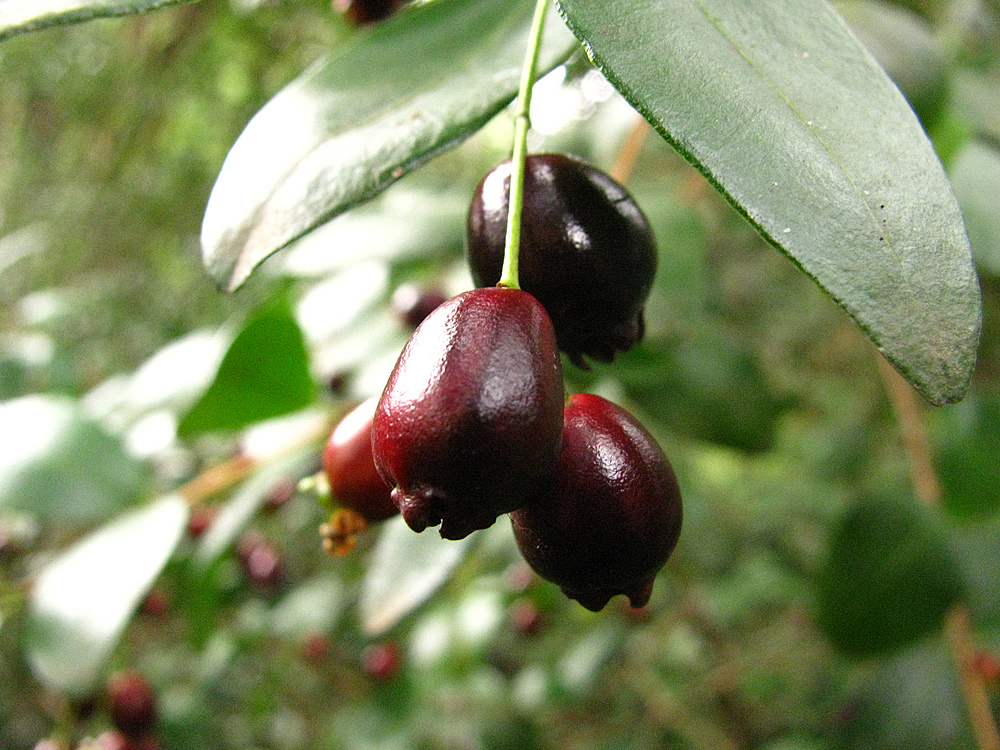